# Immunodeficienza combinata grave
Per  immunodeficienza combinata grave, Severe combined immunodeficiency (SCID),  Swiss-type agammaglobulinemia si intendono un gruppo di malattie dove due fattori determinano l'insorgere della stessa. Tutte loro hanno un'epidemiologia, clinica e terapia diversa.

## Tipologia
Esse sono:
- Immunodeficienza combinata grave con deficit numerico dei linfociti T e B
- Immunodeficienza combinata grave con deficit numerico dei linfociti T e B normali, detta anche sindrome di Nezelof
- Sindrome da iper-IgM
- Deficit di purino-nucleoside-fosforillasi (PNF)
- Deficit degli antigeni MHC di classe II
- Immunodeficienza combinata grave da deficit di CD3y o CD3e (deficit del TCR)
- Immunodeficienza combinata da deficit di ZAP-70
- Immunodeficienza combinata da deficit di TAP2
- Disgenesia reticolare: riguarda meno del 2% dei casi di SCID al mondo ed è caratterizzata da neutrocitopenia e linfocitopenia di T e Nk. Causa sordità neurosensoriale bilaterale e sepsi che porta alla morte nei primi giorni dopo la nascita se non si agisce tempestivamente. Causata da mutazione di AK2 (1p34).